# ヘッドバンギング・エイリアン
『ヘッドバンギング・エイリアン』は、ハイテクノロジー・スーサイドの3rdシングル。
8cmCDだが、なぜか通常のCDケースに入っている。『FOOL'S MATE』誌インディーチャート4位。1000枚プレス。

## 収録曲
1. ヘッドバンギング・エイリアン
　（作詞：MEGA←CRAZY→SKB / 作曲：MINATO441S.M.）
2. セントエルモの幻覚
　（作詞：MEGA←CRAZY→SKB / 作曲：MINATO441S.M.）
3. 人面獣心
　（作詞：MEGA←CRAZY→SKB / 作曲：MINATO441S.M.）
歌詞では"人面獣心"と書いて"ゴルバチョフ"と歌っている。
4. DIVE INTO MY BODY
　（作詞：MEGA←CRAZY→SKB / 作曲：MINATO441S.M.）
TMネットワークの『DIVE INTO YOUR BODY』がモチーフ。
5. DX-α
　（作詞：MEGA←CRAZY→SKB / 作曲：MINATO441S.M.）
後に『自殺まで45秒』とタイトルを変え、アレンジしたものを2ndアルバム『公開自殺宣言』に収録。
6. One Night In Hell
　（作詞：MEGA←CRAZY→SKB / 作曲：MINATO441S.M.）
Winkの『One Night In Heaven -真夜中のエンジェル-』がモチーフ。「ハイテク通信」によると活動停止当時クレイジーのハイテクベスト・ソングだった。
7. ヒューマン・ミューティレーション（エイリアンの解剖実験）
　（作詞：MEGA←CRAZY→SKB / 作曲：MINATO441S.M.）

## 参加ミュージシャン
- the CRAZY-SKB - ボーカル
- MINATO - ギター
- TSUJIMURA - ベース
- YOSHIDA - ドラムス
- MAKOTO - ドラムス